# Direito administrativo disciplinar
Direito administrativo disciplinar  é a subdivisão do Direito Administrativo dedicada a apurar os ilícitos disciplinares. Tem como finalidade buscar a verdade material de certo acontecimento na Administração Pública e, consequentemente, ordenar e disciplinar os seus servidores. Trata dos deveres e das proibições funcionais dos servidores públicos e regula o processo para apuração das notícias de irregularidades funcionais e consequente penalização dos agentes pelas faltas disciplinares cometidas.
Em razão do Direito Administrativo Disciplinar ser ramo do Direito Administrativo, este faz parte do Direito Público.
O processo administrativo disciplinar ou a sindicância administrava é o processo pelo qual a Administração exerce o Direito Disciplinar, e consequentemente, o seu poder disciplinar, estando condicionada ao respeito das garantias constitucionais e a participação dos interessados.
Os princípios constitucionais que regem a Administração Pública são aplicáveis aos instrumentos jurídicos em apreços, quais sejam: legalidade, impessoalidade, moralidade, publicidade e eficiência, além de princípios processuais, tais como o do devido processo legal (due process of law), da ampla defesa, do contraditório, da presunção de não culpabilidade, etc.

## Penalidades
No âmbito federal, as penas previstas para os servidores públicos que cometem infrações disciplinares, dependem da natureza da infração, dos antecedentes funcionais e dos danos que advierem ao serviço, e podem variar desde uma simples advertência, passando por suspensão de um até 90 dias, ou, no máximo, pena de demissão. Para os servidores que estiveram aposentados, mas que forem responsabilizados por infração cometida quando da atividade que mereceria penalidade de demissão, haverá a cassação de aposentadoria.
As autoridades regionais somente podem aplicar penalidades de advertência ou de suspensão até 30 dias. Suspensões maiores ou penas expulsórias somente podem ser aplicadas pelo Presidente da República. No entanto, há decreto presidencial que delega para os ministros de estado o poder de aplicar essas sanções sobre os servidores de sua pasta. Dessa forma, por exemplo, um policial federal será demitido por ato do Ministro da Justiça e Segurança Pública; como um servidor do IBAMA o será pelo Ministro do Meio Ambiente; um auditor fiscal, pelo Ministro da Economia; e assim por diante. Já o ministro-chefe da Controladoria-Geral da União (CGU) pode avocar para si os processos disciplinares dos demais ministérios e aplicar essas penalidades.

## Tipos processuais
A Lei n.º 8.112/1990 instituiu dois tipos de procedimentos, a sindicância administrativa e o processo administrativo disciplinar.
Por meio da Portaria nº 335, de 30 de maio de 2006, definiu-se, para o processo denominado sindicância, que as atividades por nele desenvolvidas serão:
Sindicância investigativa ou preparatória: procedimento preliminar sumário, instaurada como fim de investigação de irregularidades funcionais, que precede ao processo administrativo disciplinar, sendo prescindível de observância dos princípios constitucionais do contraditório e da ampla defesa;
Sindicância acusatória ou punitiva: procedimento preliminar sumário, instaurada com fim de apurar irregularidades de menor gravidade no serviço público, com caráter eminentemente punitivo, respeitados o contraditório, a oportunidade de defesa e a estrita observância do devido processo legal.
Processo administrativo disciplinar visa a esclarecer as causas de certo acontecimento na Administração Pública, ou seja, a verdade material. Como consequência, este processo ordena e disciplina os seus servidores, de modo a alcançar um correto funcionamento da máquina administrativa, com a diminuição da ocorrência de irregularidades.

## Sistema de Correição
Em junho de 2005, com a publicação do Decreto n.º 5.480, foi criado o “Sistema de Correição do Poder Executivo Federal”, integrado pela Corregedoria-Geral da União como “Órgão Central” (Decreto n.º 5.683/2006), pelas unidades específicas de correição junto aos Ministérios como “unidades setoriais” e pelas unidades específicas de correição que compõem as estruturas dos Ministérios, autarquias e fundações públicas como “unidades seccionais”. Desta forma, este Sistema objetiva integrar as atividades de correição no âmbito do Poder Executivo Federal.
Denúncias de irregularidades cometidas por servidores públicos federais podem ser encaminhadas à CGU através do endereço http://www.cgu.gov.br/AreaOuvidoria/FaleComAOuvidoria/FormularioOuvidoria.asp

Cada Estado e cada Município podem instituir regimes disciplinares próprios.